# 同和自动车工业
同和自动车工业株式会社是创立于1934年（康德元年）3月31日、位于满洲国的一家从事汽车制造、维修与销售的日满合资的国策会社，:20其总部位于奉天市。在1934至1938年，同和曾经是满洲国唯一的汽车制造公司。
该公司总部位于奉天市小西门内。该公司在1942年5月30日并入国策会社满洲自动车制造株式会社而结业:20:60。
根据满洲重工业开发在1940年公布的资料，同和总部位于奉天，在新京、哈尔滨、齐齐哈尔、牡丹江、大连、安东设有支店，在东京、大阪、佳木斯、公主岭、吉林、孙吴、锦州、承德设有出张所或营业所，其制品销售于满洲国以及蒙疆、华北等处。

## 背景

### 满洲

#### 满洲的交通状况
九一八事变之后，满洲全境落入日本控制之下。1932年，满洲国成立。为了保障满洲的国防与发展，满洲国政府将整备交通网作为首要任务。1931、1932年满洲有汽车（不含特殊车辆）40300台，营业里程14850公里。相对约127万平方公里的国土面积和约3200万人的人口，汽车总量仅与朝鲜半岛相近，人均汽车数量为当时日本本土的1/13，单位面积的汽车数量为日本本土的1/80，单位营业里程的汽车数量为日本本土的1/6。可以说满洲的汽车业现状是“极大的劣势”。此外，汽车的分布也是极为不均的，例如在1932年，仅以关东州和满铁附属地论，大连有汽车902台，其次为奉天144台，新京119台，旅顺115台。比照日本和美国汽车的增速，经济调查会推测汽车数量会以每年20%到30%的比例增长。那么汽车数量在1937年将达到1万台，1944年将会达到6万台。而当时在满洲现有的汽车以福特、雪佛兰、国际等美国品牌为主，其中国际在哈尔滨已经设有销售网点。此外，满洲的公路状况也较差，汽车道路与普通道路的路况几乎没有区别。:3-5,7
满洲国国务院设立了国道局以推进公路的建设。国道局在新京、奉天、齐齐哈尔和哈尔滨设有国道建设处，各自有数个附属的建设事务所。在各省公署的民政厅也设置有国道事务处。国道局计划在1932年起的10年间建设公路里程6万公里。而满铁则在1932年12月19日在铁道部营业课下设立了自动车係，进行汽车相关的调查和准备。满铁于1933年设立了铁路总局，而在铁路尚不发达的热河省则开始了汽车运输业务。截至1933年末热河省的营业里程为2420km，交通网包括了承德、赤峰、朝阳、凌源、平泉等地。此后满铁将公路运输业务部门划归铁路总局运输科，1934年职制改革后为各地方铁路局运输处自动车股。然而，在1934年，满铁的汽车中日本车仅占7.2%，其余为美国产。:7,8

#### 建立汽车组装、销售公司的必要性
满铁经济调查会认为，如果可能的话，应该推动日本的汽车业在满洲销售。然而满洲国在建国之时向各国承诺“机会均等”“门户开放”，故而不适宜在汽车贸易上对日本公司进行明显的保护，建议以公平的方式与外国品牌进行竞争。由于日本产汽车的售价与性能并不足以与其他国家的产品争夺市场，生产能力也不足以满足未来满洲的需要，经济调查会判断日本汽车业积极进军满洲“为时尚早”。:8,9
满铁经济调查会在1933年10月制定了《自动车工业对策要纲案》，其中提出了满洲汽车工业发展的3个方案。第1案为主要提案，第2、3案为补充。第1案为“在满洲设立组装日本产车辆的自动车会社”同时允许进口其他国家汽车；第2案为在第1案无法实现的情况下，暂时进口先进各国的汽车，待条件具备后实行第1案；第3案为在第1案无法实现的情况下，为促进满洲的汽车工业发展，由日本会社在满洲建立组装工厂。:10-13而关东军在1933年11月制定的《日满自动车会社设立要纲案》中则称，应设立“以组装、贩卖、修理以及车体制造为主营业务的公司”，但紧急情况下也可“姑且贩售日本产整车”。:14

### 日本
1920、30年代，美国产汽车占据日本市场上的大部分份额。通用和福特等公司不仅向日本出口整车，也已经在日本建立工厂，从美国进口散装料在日本组装并销售。:63
为了应对外部压力，日本政府和汽车业界开始将制造和贩卖标准化。对汽车部件标准化的目的是通过大量生产降低成本，从而提高日本汽车的市场竞争力。日本商工省自1931年起成立自动车工业确立调查委员会，着手制定商工省标准型式自动车（以下称“标准车”）。:63,64至1932年，参加该委员会的企业有：东京瓦斯电气、石川岛自动车制作所、达特自动车制造、川崎车辆、三菱重工业、京三制作所、日本车辆制造、日产自动车。:66标准车规格包括货物车和乘用车2类，共5个车型。从载重量、定员到制动机制等，都有详细定义。:65
受经营状况所迫，民间出现了公司的合并：1932年，东京瓦斯电气工业、石川岛自动车制作所和达特自动车制造将标准车的生产和贩卖一元化；1933年，石川岛与达特整合为自动车工业会社。:63,64

## 会社的建立
1934年2月，满洲国国务院实业部工务课制定《同和自动车工业株式会社设立要纲》，将会社的建立列入日程。同年3月22日的敕令第22号中颁布了《同和自动车工业株式会社法》，规定该会社的营业内容为“汽车的组装、制造、修理及贩卖，以及相关附带业务”。资本金为620万日元（每股50日元）。该法明言设立该会社的目的是“确立对汽车工业的统治”，可见其国策会社属性的强烈。:15公司设立时总部位于奉天市小西区惠工街三段原奉天迫击炮厂。:iv
会社的投资方为满铁、满洲国政府和7家日本的会社。这7家会社为自动车工业会社、东京瓦斯电气工业会社、川崎车辆会社、日本车辆会社、三菱造船会社、户畑铸物会社、日本自动车会社:16。其中满铁出资290万日元，满洲国政府以土地、实物出资，折合20万日元，7家日本公司共出资310万日元。:15,16会社建立时，同和与7家日本会社组成“日满自动车共贩组合”，目的是由7家出资公司共同制造汽车部件并供应给同和。
作为国策会社，同和自动车工业在前期得到了很多支持：关东军司令官下令将原辽宁迫击炮厂的设备提供给会社；政府以“相当于许可制度”的规范程度对国内的汽车制造、组装工厂的设立进行限制；降低汽车部件的关税，与进口整车的关税拉开相当的差距；确保旅客、货物运输业、日满两国政府用运输车、特殊车辆的底盘将使用国产汽车；颁布《自动车交通事业法》，制定运输事业使用的卡车、客车、特殊车辆的底盘的的标准，使用与日本商工省标准车和军用保护自动车规格相同的规格；日满两国政府在所监督的事业中指导使用该社车辆。:11

## 营业情况

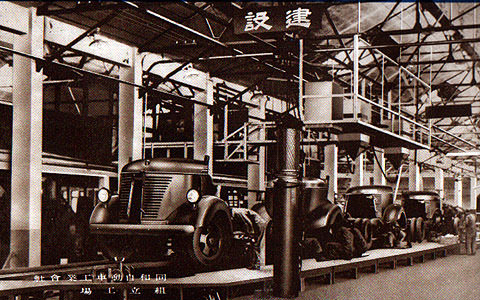
同和自动车的工厂

### 初期亏损
同和在1934年7月末有社员13名、准社员30名、雇员16名、工人66名（其中日本人49名），共125人。至同年底，有社员26名、准社员44名、雇员35名，工人276名（其中日本人173名），共381人。1934年3月至1935年6月，总收入为1,328,019.21满洲国圆（下文简称“圆”），支出为1,716,608.95圆。相对于支出的171万圆，亏损达22.9%。:19
1935年7月至1936年6月的营收为4,191,340圆，营业支出为4,476,189圆，亏损284,849圆，占支出的6.4%。:3
导致亏损的因素较多，同和在《第2期中间决算监察报告》（对应1935年7月1日至1936年6月30日的经营）中指出的原因有：为了与其他国家竞争，售价过低；尽管日满政府承诺采购同和车辆，实际购入量低于预想；因为售价较高、修理较频繁且司机不惯于操作日式车，导致销量不佳；政府在1934年11月起实施的提高整车关税降低部件关税效果不明显；应军方要求在公主岭、哈尔滨、新京建设的修理工厂增加了支出。:6
截至1936年，满洲国汽车业的发展情况也距离当初的目标有较大偏差，对美贸易中进口汽车的量仍然较大。根据满铁产业部交通科自动车係于1936年制作的《满洲国自动车分布图》的记载，当时满洲国内汽车共10557台，其中同和制品为118台，仅占1.1%，其余均为外国品牌，其中福特（2841台）与雪佛兰（2234台）两家公司的制品即占48.1%。根据哈尔滨日本商工会议所1936年4月5日发行的《关于北满的外国资本与其活动情况》（北満に於ける外国資本並に其の活動状況），美国输入占满洲国进口总额的6%。满洲国建国后，英、德、法等国减少了对满出口，而对满洲的出口增加的除日本之外还有美国。美国出口产品中，以金额计最大宗的为汽车及其附属品、石油制品、机械类及农具等。汽车及其附属品的进口量中60%来自美国。可见此时的实际情况与目标差距较大。:23,24
为了扭转这一局面，同和采取了如下措施：考虑到中级车与欧美相比竞争力不足，着力发展经济车的贩售，在1936年6月与丰田自动织机会社签署合同，进口丰田的G1型卡车散装料，组装贩售:16；废止从7家日本出资公司组织的共贩组合统一采购部件的做法，仅以成本考量从各日本供应商采购；为图降低售价而争取更多的政府补助。:7

### 盈利时期
同和自1937年起进入盈利期，直至1942年5月被满洲自动车制造合并而结束营业，盈利期间大致与满洲产业开发五年计划为同一时期。虽然盈利状况较初期为佳，利润率一直保持在较低水平。利润率较低的主要原因是销售净利率和周转率低下。股息率一直固定为6%。1937年下半年和1938年的利润率较高可能与抗日战争爆发导致的需求增加有关。:16,181937年至1941年的经营数据见下表。:17
| 决算年月   | 销售收入 （圆） | 总资本 （圆） | 资产净值 （圆） | 本期利润 （圆） | 资产收益率 （%） | 资产周转率 | 销售净利率 （%） | 股本回报率 （%） | 股息率 （%） |
| ---------- | --------------- | ------------- | --------------- | --------------- | ---------------- | ---------- | ---------------- | ---------------- | ------------ |
| 1937年6月  | 5,050,933       | 8,555,256     | 3,617,413       | 208,677         | 2.44             | 0.59       | 4.13             | 5.77             | 6            |
| 1937年12月 | 7,460,193       | 13,033,705    | 4,039,853       | 689,305         | 5.29             | 0.57       | 9.24             | 17.06            | 6            |
| 1938年12月 | 23,901,052      | 21,197,070    | 7,038,853       | 741,310         | 3.50             | 1.13       | 3.10             | 10.53            | 6            |
| 1939年6月  | 11,938,197      | 31,291,536    | 7,134,063       | 433,237         | 1.39             | 0.38       | 3.63             | 6.07             | 6            |
| 1939年12月 | 26,440,680      | 78,779,694    | 19,881,696      | 1,068,633       | 1.36             | 0.33       | 4.04             | 5.37             | 6            |
| 1940年6月  | 32,554,241      | 78,653,937    | 32,506,981      | 1,339,785       | 1.70             | 0.41       | 4.12             | 4.12             | 6            |
| 1940年12月 | 28,768,594      | 88,809,678    | 32,835,238      | 1,201,430       | 1.35             | 0.32       | 4.18             | 3.66             | 6            |
| 1941年6月  | 不明            | 95,229,036    | 32,084,238      | 965,048         | 1.01             | 不明       | 不明             | 3.01             | 6            |
| 1941年12月 | 33,803,337      | 89,672,537    | 32,814,223      | 955,938         | 1.07             | 0.38       | 2.83             | 2.91             | 6            |

## 并入满洲自动车制造
满洲自动车制造株式会社（下文简称“满自”）成立于1939年5月，其设立的官方目的是发展满洲的汽车工业。:51然而由于种种原因，满自一直没能够实现汽车的制造。针对这一情况，满洲国政府对满自下达命令：“为了应对时局的变化，应统治满洲的汽车工业，作为未来的汽车工厂的一部分，需要保证一定的汽车维修和组装能力。”故而满自开始并购同和。:60
1941年11月12日，满自的母公司满洲重工业开发购入同和股份508,800股（每股1.50元），1942年3月1日，三菱重工等4家公司购入同和剩余的91,200股。3月2日，满自与同和签订合并契约。3月26日，满自依据《满洲重要产业统制法》第5条，向政府申请许可，3月30日获得经济部大臣的许可。5月31日，满自继承了同和的所有资产和负债，6月22日完成了所有的手续登记并获得经济部大臣的认可。:60,61

## 同和之前的满洲汽车业

### 满铁沙河口工厂
满铁沙河口工厂曾在1920年左右，在一部分材料依赖于日本的前提下曾计划制造6台福特5人用敞篷车，并实际完成3台投入使用。然而此后未有汽车制造相关活动。:8

### 辽宁迫击炮厂

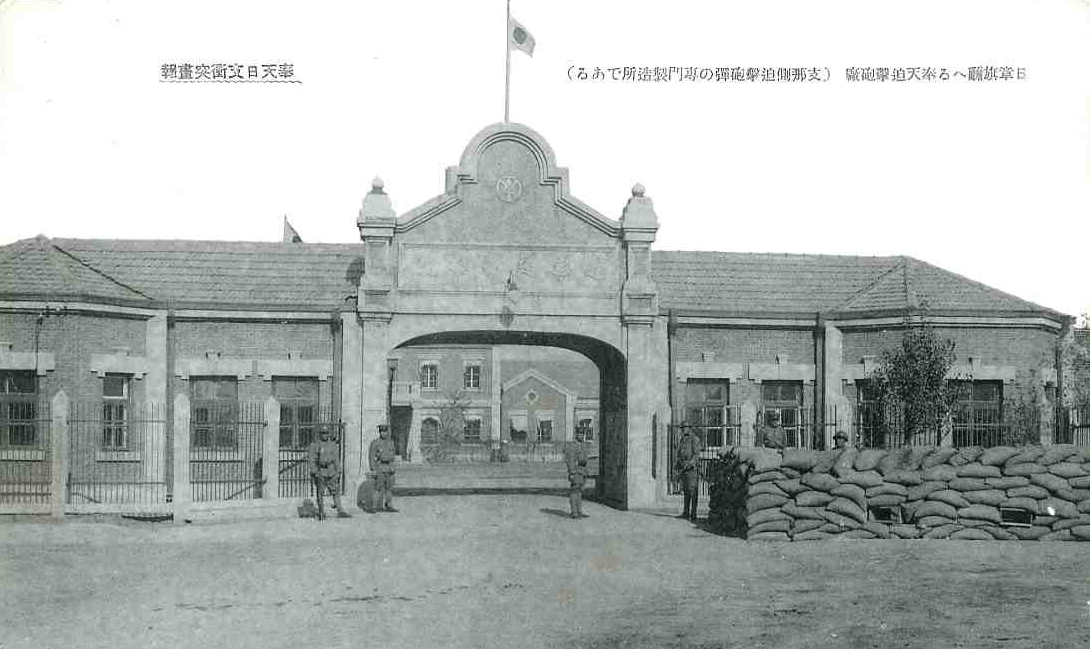
位於奉天市的迫擊砲廠

辽宁迫击炮厂附属民生工厂是中国第一家生产汽车的工厂。该厂通过聘请美籍技师、进口美国“瑞雷”号载重汽车并仿制，于1929年制造出了中国第一辆汽车。该车命名为民生牌75型载重汽车，发动机输出功率为48.49千瓦，额定载重量1.82吨，设计车速为25公里/小时。发动机、后轴、电路装置和轮胎仍需进口，其余部件能够国产化。
九一八事变时，完工的汽车仅前述1台，此后该厂被收归满洲国政府所有。同和建立时，厂区和设备等被满洲国政府作为实物资本参股。